# Madison Hubbell
Madison L. Hubbell (Lansing, 24 februari 1991) is een Amerikaans kunstschaatsster die actief is in de discipline ijsdansen. Hubbell en haar partner Zachary Donohue namen in 2018 deel aan de Olympische Winterspelen in Pyeongchang, waar ze vierde werden bij het ijsdansen. In 2022 veroverden ze brons bij de olympische spelen in Peking. Ze wonnen in 2014 de viercontinentenkampioenschappen. Hubbell schaatste van 2001 tot 2011 met haar broer Keiffer.

## Biografie

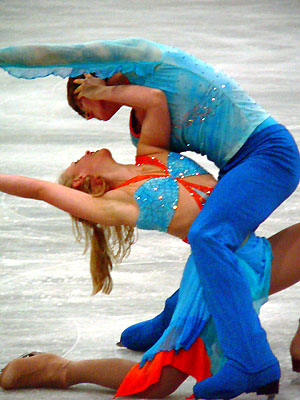
Hubbell en Keiffer Hubbell in 2006

Madison Hubbell begon als vijfjarige met kunstschaatsen en stapte op haar achtste over op het ijsdansen. Ze schaatste één jaar met Nicholas Donahue, haar eerste ijsdanspartner. Vanaf begin 2001 ging ze trainen met haar twee jaar oudere broer Keiffer Hubbell.
Het broer-zus-koppel had succes en won in 2007 de Junior Grand Prix-finale, voor trainingsmaten Emily Samuelson / Evan Bates. Kort erna waren het Samuelson/Bates die goud wonnen bij de NK voor junioren, met Hubbell/Hubbell op plek twee. In 2008 werden ze wel nationaal kampioen. Ze namen drie keer deel aan de WK voor junioren: in 2007 (6e), 2008 (5e) en 2009 (4e). In mei 2011 besloot het duo om de samenwerking te stoppen. Keiffer Hubbell had fysieke klachten en twijfelde of hij door moest gaan met kunstschaatsen.
Madison Hubbell zette haar carrière voort met Zachary Donohue. Lang moesten ze hun concurrenten Meryl Davis / Charlie White, Madison Chock / Evan Bates en Maia Shibutani / Alex Shibutani voor zich dulden bij nationale kampioenschappen, maar in 2018 namen Hubbell/Donohue de titel over. Ze namen vier keer deel aan de 4CK - en wonnen in 2014 - en waren vijf keer aanwezig bij de WK. Bij de WK van 2018 veroverden Hubbell/Donohue de zilveren medaille. Hubbell trouwde op 7 juni 2023 met de Spaanse kunstschaatser Adrià Díaz.

## Persoonlijke records
Hubbell/Donohue
| records             | punten | datum      | toernooi |
| ------------------- | ------ | ---------- | -------- |
| Hoogste totaalscore | 196.64 | 24-03-2018 | WK       |
| Hoogste korte kür   | 080.42 | 23-03-2018 | WK       |
| Hoogste vrije kür   | 116.22 | 24-03-2018 | WK       |

## Belangrijke resultaten
2001-2011 met Keiffer Hubbell, 2011-2021 met Zachary Donohue
| Kampioenschap                                                           | 04/05  | 05/06 | 06/07  | 07/08 | 08/09  | 09/10         | 10/11         |               | 11/12         | 12/13         | 13/14         | 14/15         | 15/16         | 16/17         | 17/18         | 18/19         | 19/20         | 20/21         |
| ----------------------------------------------------------------------- | ------ | ----- | ------ | ----- | ------ | ------------- | ------------- | ------------- | ------------- | ------------- | ------------- | ------------- | ------------- | ------------- | ------------- | ------------- | ------------- | ------------- |
| Olympische Spelen                                                       |        |       |        |       |        |               |               |               |               |               |               |               |               | 4e            |               |               |               |               |
| Wereldkampioenschap                                                     |        |       |        |       |        |               |               | 10e           |               |               | 10e           | 6e            | 9e            | Zilver        | Brons         | *             | Zilver        |               |
| Viercontinentenkampioenschap                                            |        |       |        |       |        | Brons         |               | 5e            |               | Goud          |               | 4e            | 4e            |               | 4e            | Brons         | *             |               |
| Grand Prix-finale                                                       |        |       |        |       |        |               |               |               |               |               |               | 6e            | 5e            | 4e            | Goud          | Brons         |               |               |
| Nationaal kampioenschap                                                 |        |       |        |       | 4e     | 6e            | 4e            | Brons         | 4e            | 4e            | Brons         | Brons         | Brons         | Goud          | Goud          | Zilver        | Goud          |               |
| WK junioren                                                             |        |       | 6e     | 5e    | 4e     | geen deelname | geen deelname | geen deelname | geen deelname | geen deelname | geen deelname | geen deelname | geen deelname | geen deelname | geen deelname | geen deelname | geen deelname | geen deelname |
| Junior Grand Prix-finale                                                |        |       | Goud   |       | Zilver | geen deelname | geen deelname | geen deelname | geen deelname | geen deelname | geen deelname | geen deelname | geen deelname | geen deelname | geen deelname | geen deelname | geen deelname | geen deelname |
| NK junioren                                                             | 5e (*) | (*)   | Zilver | Goud  |        | geen deelname | geen deelname | geen deelname | geen deelname | geen deelname | geen deelname | geen deelname | geen deelname | geen deelname | geen deelname | geen deelname | geen deelname | geen deelname |
| (*) = bij de novice / * Afgelast naar aanleiding van de coronapandemie. |        |       |        |       |        |               |               |               |               |               |               |               |               |               |               |               |               |               |

2014: Pljoesjtsjenko, Lipnitskaja, Volosozjar/Trankov, Stolbova/Klimov, Bobrova/Solovjov, Ilinych/Katsalapov ·
2018: Chan, Osmond, Daleman, Duhamel/Radford, Virtue/Moir ·
2022: Chen, Zhou, Chen, Knierim/Frazier, Hubbell/Donohue, Chock/Bates